# Distichium lorentzii
Distichium lorentzii är en bladmossart som beskrevs av C. Müller 1882. Distichium lorentzii ingår i släktet planmossor, och familjen Ditrichaceae. Inga underarter finns listade i Catalogue of Life.